# روبن غريني
روبن غريني (بالإنجليزية: Reuben Greene)‏ هو ممثل أمريكي، ولد في 24 نوفمبر 1938 بفيلادلفيا في الولايات المتحدة.

## وصلات خارجية
- روبن غريني على موقع IMDb (الإنجليزية)
- روبن غريني على موقع روتن توميتوز (الإنجليزية)
- روبن غريني على موقع أول موفي (الإنجليزية)
- روبن غريني على موقع قاعدة بيانات برودواي على الإنترنت (الإنجليزية)
- روبن غريني على موقع قاعدة بيانات الفيلم (الإنجليزية)